# International Go Federation
La International Go Federation (IGF) è la federazione sportiva internazionale, membro di SportAccord, che governa il gioco del go.